# COPC
COPCとはアメリカ合衆国のCOPC社（英: Customer Operations Performance Center, Inc. 本社：フロリダ州）が定めるコールセンターやBPO業務のパフォーマンス改善モデルである。一般的には「COPC規格」や「COPC CX規格」と呼ばれ、日本を含めて世界75か国で活用される業界規格である。

## 概要
COPCの内容は、米国国家経営品質賞（マルコム・ボルドリッジ賞、MB賞 en:Malcolm Baldrige National Quality Award）の概念に基づいている。また、その目的は、コールセンター業務のサービス品質を上げると同時にコストを削減することであり、顧客満足度が向上するなどの効果がある。
COPCの最初のバーションは1996年に策定された。2003年にはCOPC規格が二つに分かれ、より要求度の高い「ゴールド規格」が策定された。2005年には、コールセンターを外部委託し管理する「発注組織 (Vender Management Organization) 」向けの「VMO規格」が策定された。
コールセンター組織がCOPC規格の要求事項を満たすと、COPC社が認証を行う。また個人がCOPC規格を学び資格試験に合格すると、COPC社から「COPCパフォーマンスリーダー」の資格が認定される。
世界のコールセンターで利用される規格には、COPCのほかに、HDIなど六つある。さらにこれらの規格を基に英国連邦やEUの各国産業省が国内規格を策定し、各国のコールセンター産業に対して規格準拠を促している。